# Целовальников, Игорь Васильевич
И́горь Васи́льевич Целова́льников (2 января 1944, Ереван — 17 марта 1986, Харьков) — советский велогонщик, олимпийский чемпион (1972).

## Биография и спортивные достижения
Окончил Харьковский государственный университет (1969) и Ленинградский институт физической культуры ГДОИФК им. П. Ф. Лесгафта (1972), экономист.
В 1964—1968 годах выступал за харьковский «Буревестник».
Участник Олимпийских игр 1968 года (выбыл в 1/4 финала).
6-кратный чемпион СССР 1967, 1971—1974 годов в гонке на тандемах, 1968 года в гите на 1000 м с места. 
Победитель Кубка СССР 1964, 1974 годов в гонке на тандемах, 1966, 1967 годов в гите на 1000 м с места, 1967 года в спринте, IV Летней Спартакиады Народов СССР 1967 года в гонке на тандемах, V Летней Спартакиады Народов СССР 1971 года в гонке на тандемах. 
Победитель Большого Гран-При ГДР 1968 года в спринте, Гран-При Лейпцига ГДР 1969 года в спринте, III Летней Спартакиады Дружественных Армий 1973 
года в Чехословакии в гонке на тандемах, Чемпионата Вооруженных Сил 1970,1971 года.
Серебряный призер: Чемпионата СССР 1965 года в гите на 1000 м с места, Кубка СССР 1966 года в гонке с выбыванием на 3 круга, Кубка СССР 1969 года в спринте и гите на 1000 м с места, VI Летней Спартакиады Народов СССР 1975 года в гонке на тандемах, Чемпионата Дружественных Армий 1971 года г. Тула в спринте.
Бронзовый призер Чемпионата СССР 1965, 1973-1975 годов в спринте, Кубка СССР 1965 года в командной гонке с выбыванием, IV Летней Спартакиады Народов СССР 1967 года в гите на 1000 м с места.
Победитель Первенства УССР 1964, 1966 года в спринте, 1966 года в гите на 1000 м с места, командной гонке преследования на 4км, Кубка УССР 1967 года в спринте, гите на 500 м с ходу, командной гонке на выбывание.
В 1972 году на мюнхенской Олимпиаде выиграл золотую медаль в паре с Владимиром Семенцом в тандеме на дистанции 2000 метров.
Заслуженный мастер спорта (1972).